# 安藤直名
安藤 直名（あんどう なおな）は、江戸時代前期の紀伊国田辺藩5代藩主。

## 略歴
4代藩主・安藤直清の三男として誕生。
元禄5年（1692年）に父が死去したため、その跡を継いだ。2回（元禄11年、同12年）に田辺入りしている。元禄12年（1699年）12月、家督を養嗣子で弟・陳武に譲って隠居し、宝永5年（1708年）10月4日に死去した。

## 系譜
- 父：安藤直清（1633-1692）
- 母：不詳
- 正室：なし
- 養子
  - 男子：安藤陳武（1688-1717） - 安藤直清の四男